# Anton Osika
Anton Vincent Fredrik Palfi Osika, född 10 augusti 1990, är en svensk AI-entreprenör och medgrundare av teknikföretaget Lovable. Han är känd för att ha utvecklat en AI-driven plattform som möjliggör för användare att skapa mjukvaruapplikationer genom naturligt språk, utan behov av traditionell programmering.
Osika var även medgrundare till företagen Depict och Sana Labs.